# Ejgayehu Taye
Ejgayehu Taye (Abichuna Gne'a, 10 febbraio 2000) è una mezzofondista etiope.

## Biografia
Nel 2018 ha conquistato una medaglia d'argento ai Mondiali juniores nei 5000 m, con il tempo di 15'30"87, a soli 10 centesimi dalla kenyota Beatrice Chebet vincitrice della medaglia d'oro con il tempo di 15'30"77.
Sempre sulla medesima distanza ha invece conquistato un quinto posto ai Giochi Panafricani nel 2019.
Nel 2021 ha invece stabilito il record nazionale etiope sui 3000 m, piazzandosi in seconda posizione con un tempo di 8'19"52 al Meeting de Paris.
Il 2 agosto 2021 arriva quinta nei 5000m ai Giochi olimpici di Tokyo vinti dall'olandese, di origine etiope, Sifan Hassan.
Il 31 dicembre 2021 ha invece stabilito a Barcellona il nuovo record del mondo dei 5 km su strada, con un tempo di 14'19".
Il 18 marzo 2022 ha conquistato una medaglia di bronzo ai Mondiali indoor nei 3000 m.
Il 16 luglio 2022 arriva sesta nei 10000 m ai Campionati del mondo di atletica leggera vinti dalla connazionale Letesenbet Gidey.
Il 19 agosto 2023 conquista la medaglia di bronzo nei 10000m piani nei Campionati del mondo di atletica leggera, preceduta dalle connazionali Gudaf Tsegay e Letesenbet Gidey.
Il 1 ottobre 2023 conquista la medaglia di bronzo nella 5Km nei Mondiali di corsa su strada, disputati a Riga in Lettonia, vinta dalla kenyota Beatrice Chebet.
Il 27 ottobre 2024 fa il suo debutto nella mezza maratona a Valencia arrivando quarta con un tempo di 1h04'14" che in quel momento rappresentava il settimo tempo di sempre nella mezza maratona.

## Palmarès
| Anno | Manifestazione           | Sede     | Evento        | Risultato | Prestazione | Note                                     |
| ---- | ------------------------ | -------- | ------------- | --------- | ----------- | ---------------------------------------- |
| 2018 | Mondiali juniores        | Tampere  | 5000 m piani  | Argento   | 15'30"87    | Miglior prestazione personale            |
| 2019 | Giochi panafricani       | Rabat    | 5000 m piani  | 5ª        | 15'39"94    |                                          |
| 2021 | Giochi olimpici          | Tokyo    | 5000 m piani  | 5ª        | 14'41"24    |                                          |
| 2022 | Mondiali indoor          | Belgrado | 3000 m piani  | Bronzo    | 8'42"23     |                                          |
| 2022 | Mondiali                 | Eugene   | 10000 m piani | 6ª        | 30'12"45    | Miglior prestazione personale            |
| 2023 | Mondiali                 | Budapest | 5000 m piani  | 5ª        | 14'56"85    |                                          |
| 2023 | Mondiali                 | Budapest | 10000 m piani | Bronzo    | 31'28"31    |                                          |
| 2023 | Mondiali corsa su strada | Riga     | 5 km          | Bronzo    | 14'40"      | Miglior prestazione personale stagionale |
| 2024 | Giochi olimpici          | Parigi   | 5000 m piani  | 6ª        | 14'32"98    |                                          |

## Campionati nazionali
2018
- Argento ai campionati etiopi under-20, 5000 m piani - 15'53"82

2019
- 4ª ai campionati etiopi, 5000 m piani - 16'00"0

## Altre competizioni internazionali
2018
- 8ª al Birmingham Grand Prix ( Birmingham), 3000 m piani - 8'44"13

2019
- 12ª al Doha Diamond League ( Doha), 3000 m piani - 8'40"96
- 4ª al Birmingham Indoor Grand Prix ( Birmingham), 3000 m piani - 8'55"28

2021
- Argento al Memorial Van Damme ( Bruxelles), 5000 m piani - 14'25"63
- Argento al Meeting de Paris ( Parigi), 3000 m piani - 8'19"52
- Oro alla Cursa dels Nassos ( Barcellona), 5 km - 14'19"
- Bronzo alla Weltklasse Zürich ( Zurigo), 5 km - 14'31"

2022
- Oro al Prefontaine Classic ( Eugene), 5000 m piani - 14'12"98
- Bronzo ai FBK Games ( Hengelo), 10000 m piani - 30'44"68
- 4ª alla Weltklasse Zürich ( Zurigo), 5 km - 14'33"
- Argento al Kamila Skolimowska Memorial ( Chorzów), 3000 m piani - 8'40"14
- Oro alla Cursa dels Nassos ( Barcellona), 5 km - 14'21"

2023
- Bronzo al Meeting de Paris ( Parigi), 5000 m piani - 14'13"31
- Bronzo al Prefontaine Classic ( Eugene), 5000 m piani - 14'21"52
- Argento alla Cursa dels Nassos ( Barcellona), 5 km - 14'21"

2024
- Argento al Doha Diamond League ( Doha), 5000 m piani - 14'29"26
- Argento al Prefontaine Classic ( Eugene), 5000 m piani - 14'18"92
- Argento al Weltklasse Zürich ( Zurigo), 5000 m piani - 14'28"76
- 4ª al Memorial Van Damme ( Bruxelles), 5000 m piani - 14'29"70
- 4ª alla Mezza maratona di Valencia ( Valencia) - 1h04'14"

2025
- 4ª al Meeting international Mohammed VI d'athlétisme de Rabat ( Rabat), 3000 m piani - 8'29"55
- Oro alla Ras Al Khaimah Half Marathon ( Emirati Arabi Uniti) - 1h05'52"